# ППШ-41
7,62-мм пістолет-кулемет зразка 1941 року системи Шпагіна (ППШ) (рос. 7,62-мм пистолет-пулемёт образца 1941 года системы Шпагина) — радянський пістолет-кулемет, розроблений в 1940 році конструктором Г. С. Шпагіним під набій 7,62 × 25 мм ТТ і взятий на озброєння Червоної Армії 21 грудня 1940 року . ППШ поряд з ППС-43 був основним пістолетом-кулеметом радянських збройних сил у Німецько-радянській війні.
Після закінчення війни, до середини 1960-х років ППШ був знятий з озброєння Радянської Армії і поступово замінений автоматом Калашникова, трохи довше він зберігався на озброєнні тилових і допоміжних підрозділів, частин внутрішніх військ і залізничних військ, аж до розвалу СРСР у 1991 р. На озброєнні підрозділів воєнізованої охорони та МВС ряду країн СНД знаходиться й досі.
Також, в післявоєнний період ППШ у величезних кількостях поставлявся в дружні до СРСР країни, тривалий час перебував на озброєнні армій різних держав, використовувався нерегулярними формуваннями і протягом ХХ століття застосовувався в збройних конфліктах по всьому світу.
На даний момент продається цивільним як мисливський карабін для аматорської стрільби з незначними доробками (перемикач вогню підварений в положенні для одиночних пострілів, в магазині встановлений обмежувач на 10 набоїв, може бути зроблено кернення дульного зрізу і чашки затвора в районі ударника).

## Історія
Після Зимової війни (1939-1940), де фіни успішно використовували пістолет-кулемет Suomi, у 1940 році радянський Наркомат озброєння вирішив його скопіювати і дав технічне завдання зброярам на створення пістолета-кулемета, близького чи такого який перевершує за тактико-технічними характеристиками пістолет- кулемет ППД-34/40, але більш технологічного і адаптованого до масового виробництва (в тому числі на неспеціалізованих машинобудівних підприємствах).
Основним завданням при розробці ППШ було створення зразка, близького до ППД або такого який перевершує його по ТТХ, але при цьому дешевого і придатного для масового виробництва, в тому числі на непрофільних підприємствах. У 1940 Наркомат озброєння дав запит зброярам на створення пістолета-кулемета, частини якого могли б бути виготовлені при мінімальній механічній обробці, (що практично означало необхідність застосування штампованих деталей). До осені 1940 року на розгляд були представлені конструкції пістолетів-кулеметів Г. С. Шпагіна і Б. Г. Шпитального.
Полігонні випробування і технологічна оцінка пред'явлених до розгляду зразків в кінці листопада 1940 р показали, що при близьких бойових якостях обох проектів пістолет-кулемет Шпагіна був набагато більш технологічний у виробництві. Для виконання необхідних 87 деталей було потрібно 5,6 верстато-годин, в той же час виробництво необхідних 95 деталей ПК Б. Г. Шпитального вимагало 25,3 верстато-годин тобто майже в п'ять разів більше.
Перший ППШ було виготовлено 26 серпня 1940 року, у жовтні 1940 року була виготовлена дослідна партія — 25 штук.
Наприкінці листопада 1940 року, за результатами полігонних випробувань і технологічної оцінки пред'явлених до розгляду зразків ППШ був рекомендований до прийняття на озброєння.

Живучість сконструйованого Шпагіним зразка була перевірена 30 000 пострілів, після чого ПК показав задовільну купчастість стрільби та справний стан деталей. Надійність автоматики перевірялася стрільбою під кутами піднесення і схиляння у 85°, при штучно запиленому механізмі, при повній відсутності мастила (всі деталі промивалися гасом і насухо протиралися ганчір'ям), відстрілом без чистки зброї 5000 патронів. Все це дозволяє судити про виняткову надійності і безвідмовність зброї поряд з високими бойовими якостями.
— Д.Н. Болотин. «История советского стрелкового оружия».
21 грудня 1940 р пістолет-кулемет системи Шпагіна зразка 1941 був прийнятий на озброєння Червоної армії. До кінця 1941 року було виготовлено понад 90000 шт. За 1942 р. фронт отримав 1,5 млн пістолетів-кулеметів.

## Конструкція

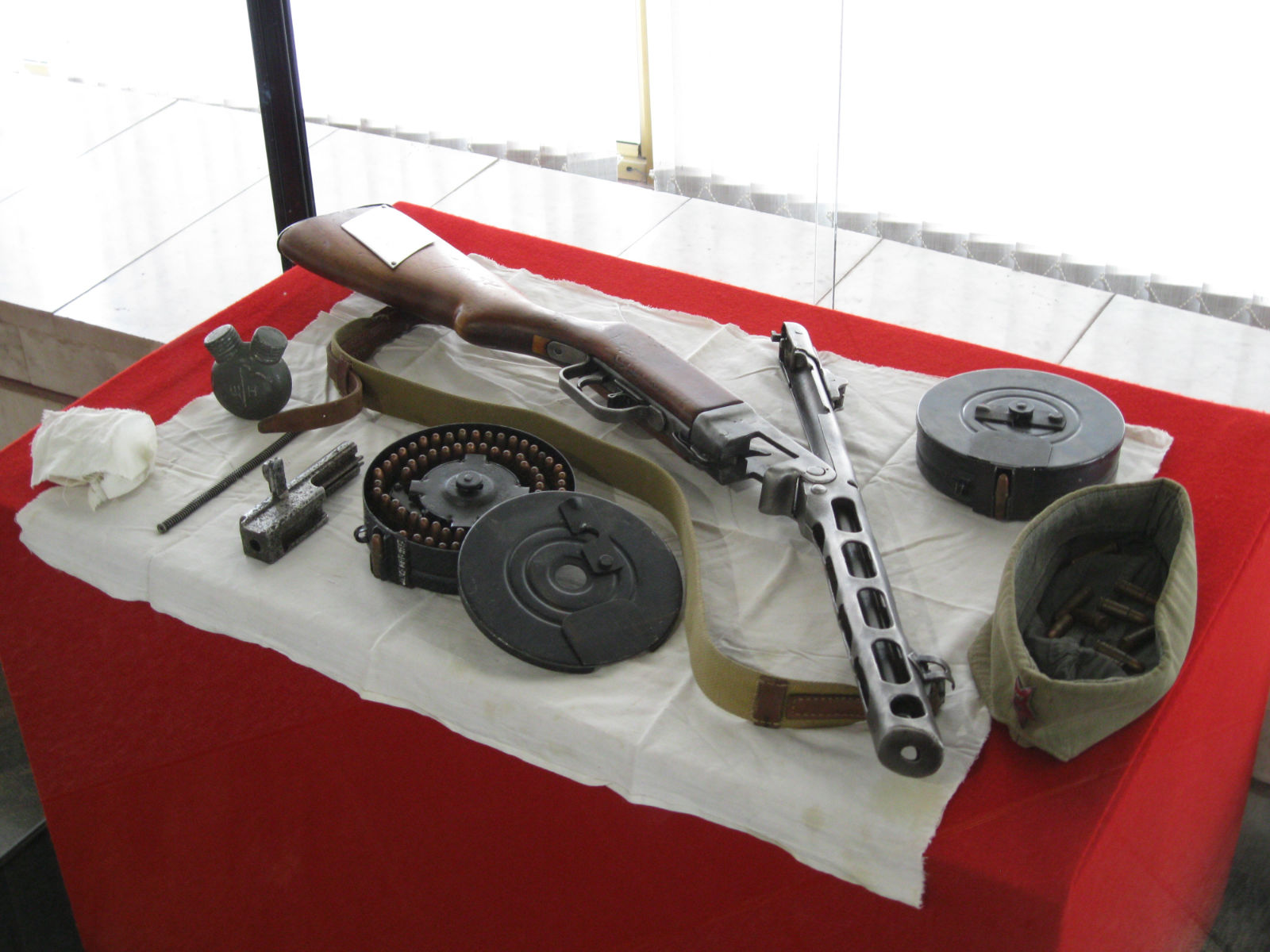
ППШ має ствольну коробку, злиту з кожухом затвора, затвор з запобіжником на руків'ї зведення

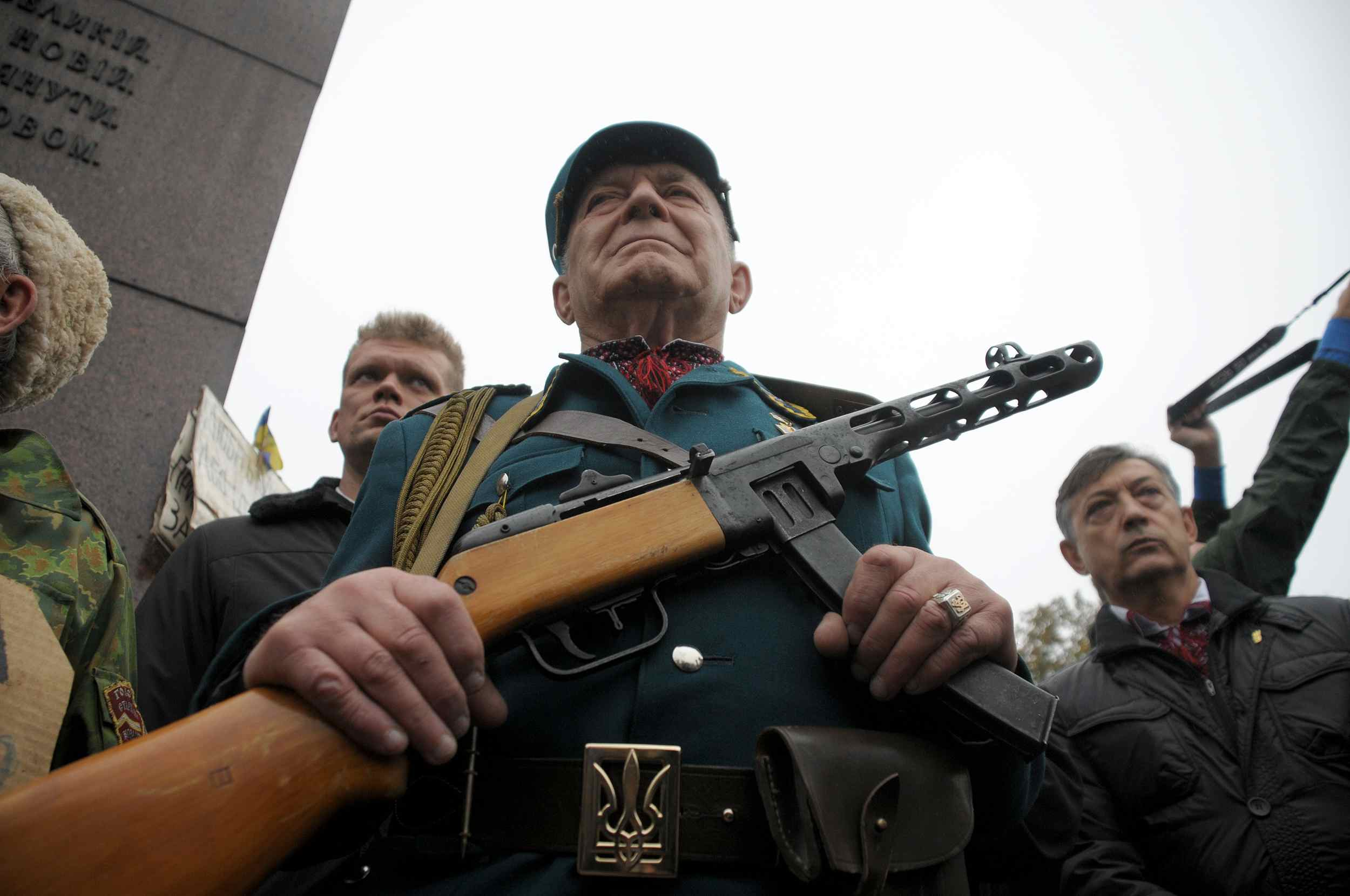
Запобіжник ППШ являє собою повзун, який розташовано на руків'ї затвора. Запобіжник у ввімкненому положенні замикає затвор у передньому або задньому положенні.

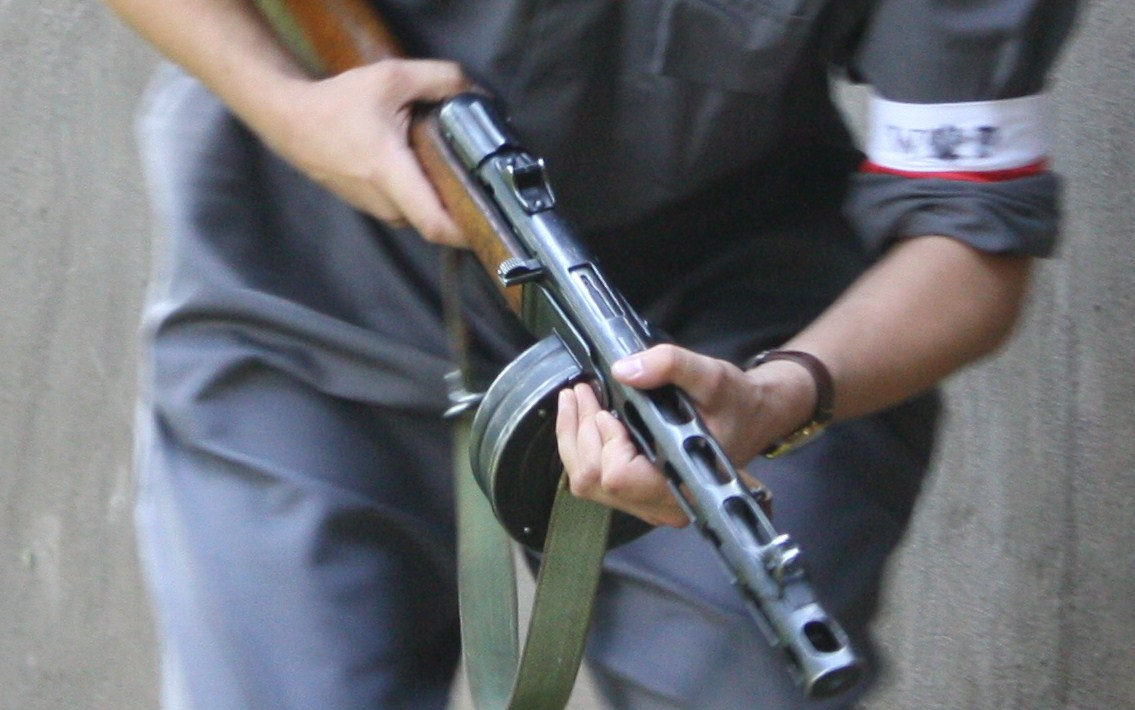
Перекидний L-подібний цілик для стрільби на 100 і 200 метрів.

ППШ являє собою автоматичну ручну вогнепальну зброю, яка призначена для ведення вогню чергами і одиночними пострілами.
Автоматика працює за схемою використання віддачі з вільним затвором. Вогонь ведеться з заднього шептала (затвор перед пострілом перебуває в крайньому задньому положенні, після спуску він йде вперед, досилає набій, наколювання капсуля проводиться в момент завершення досилання), затвор в момент пострілу не фіксується. Подібна схема часто використовується при розробці пістолетів-кулеметів. При всій своїй простоті, таке рішення вимагає використовувати масивний затвор, що збільшує загальну масу зброї. Крім того, зброя, що використовує таку схему перезарядження, може вистрілити в результаті сильного удару (наприклад, при падінні), якщо від удару затвор з крайнього переднього (нефіксованого) положення відкотиться по напрямних далі вікна подачі патронів магазина, або з крайнього заднього — зірветься зі стопора.
Ударно-спусковий механізм допускає ведення стрільби чергами і одиночними пострілами, з відкритого затвора. Ударник розміщений нерухомо в дзеркалі затвора. Перемикач розміщується всередині спускової скоби, перед спусковим гачком. Запобіжник представляє собою повзун, розташований на рукоятці зведення затвора. Запобіжник у включеному стані замикає затвор в передньому чи задньому положенні.
Як і ППД, ППШ має ствольну коробку, злиту з кожухом ствола, затвор з запобіжником на рукоятці зведення, перемикач вогню в спусковий скобі перед спусковим гачком, перекидний приціл і дерев'яну ложу. Але при цьому ППШ істотно більш технологічний: точної механічної обробки вимагає тільки ствол, затвор був виконаний на токарному верстаті з подальшим грубим фрезеруванням, а майже всі інші металеві деталі можуть виготовлятися штампуванням.
Дулове гальмо-компенсатор є виступаючою вперед за дуловий зріз частиною кожуха ствола (скошена пластина з отвором для проходження кулі, з боків від якої в кожусі є наскрізні вікна). За рахунок реактивного дії порохових газів при пострілі дулове гальмо-компенсатор значно зменшує віддачу і «задирання» ствола вгору.

Ложа виготовлялася з дерева, в основному з берези. ППШ-41 спочатку комплектувалися барабанними магазинами від ППД-40 ємністю 71 набій. Але так як барабанні магазини в бойових умовах показали себе ненадійними, надмірно важкими і дорогими у виробництві, до того ж вимагали ручної індивідуальної підгонки під кожен конкретний пістолет-кулемет, вони були замінені на розроблені в 1942 році коробчасті вигнуті магазини ємністю 35 набоїв.

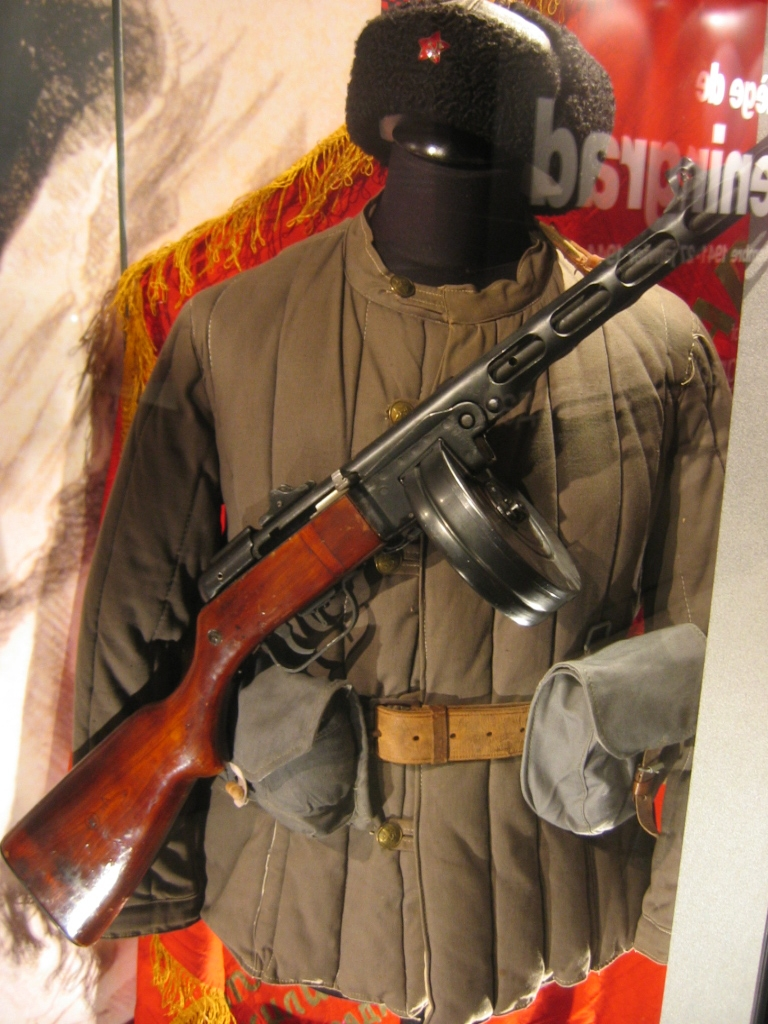
ППШ-41 і частина обмундирування радянського солдата

Прицільні пристосування спочатку складалися з секторного прицілу (дальністю від 50 до 500 м і кроком 50 м) і нерухомої мушки. Пізніше був введений перекидний L-подібний цілик для стрільби на 100 і 200 метрів. Оскільки прицільна дальність є виключно умовною, суб'єктивною характеристикою то ППШ раннього випуску, як і більшість довоєнних пістолетів-кулеметів, мав секторний приціл, розмічений до 500 метрів, однак згодом випускалася спрощена версія з прицілом до 200 метрів, — при цьому характеристики самої зброї де-факто залишилися старими, але новий приціл був набагато простіший у виготовленні і цілком відповідав реальному бойовому застосуванню цієї зброї.

### Ударно-спусковий механізм
Типовий для масових пістолетів-кулеметів простий ударно-спусковий механізм зі зворотно-бойовою пружиною, ударник жорстко закріплений в затворі, бойовий взвод розташований на затворі. Є перемикач, який дозволяє вести одиночний або автоматичний вогонь. Запобіжник блокує рух затвора.

## Характеристика

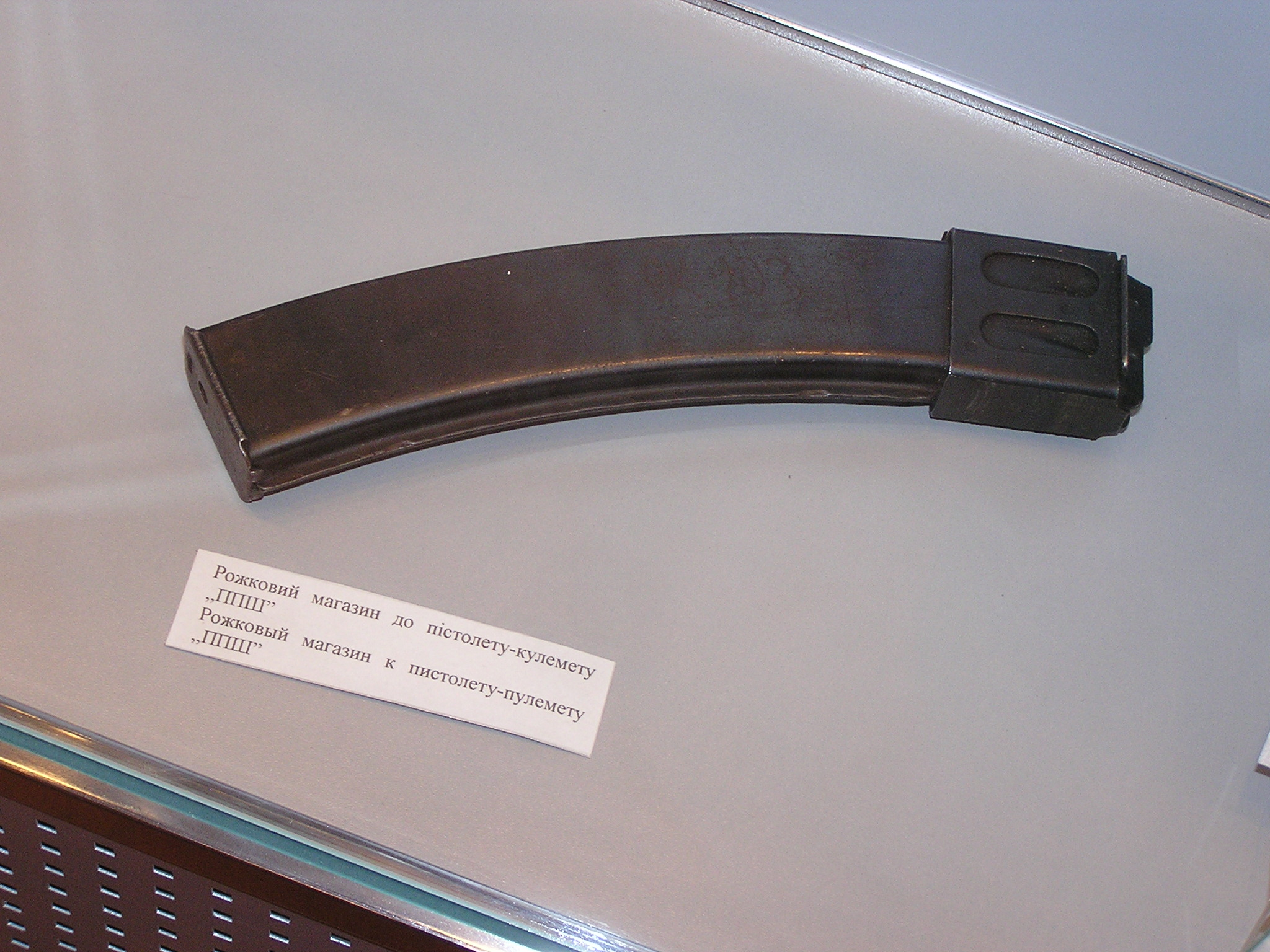
Коробчастий магазин

При прицільній дальності 500 м (у раннього варіанту), дійсна дальність вогню чергами становить близько 200 м, — показник, відчутно перевершує середній рівень зброї цього класу. Крім того, завдяки використанню набою 7,62 × 25 мм ТТ, на відміну від 9×19 мм Парабелум або .45 Colt (які використовували у зарубіжних ПП), а також порівняно довгому стволу, була досягнута значно більша дульна швидкість кулі (500 м/с проти 380 м/с у MP-40 і 280—290 м/с у пістолета-кулемета Томпсона), що дало кращу настильність траєкторії, що дозволяло одиночним вогнем впевнено вражати ціль на дистанціях до 200—250 м, а також вести вогонь на більшу — аж до 300 і більше метрів — відстань, компенсуючи зниження точності більшою швидкострільністю або зосередженим вогнем кількох стрільців. Висока швидкострільність, з одного боку, приводила до великої витрати боєприпасів (за що ПК отримав прізвисько «пожирач патронів»), і швидкого перегріву ствола, з іншого — забезпечувала високу щільність вогню, що давало перевагу в ближньому бою.

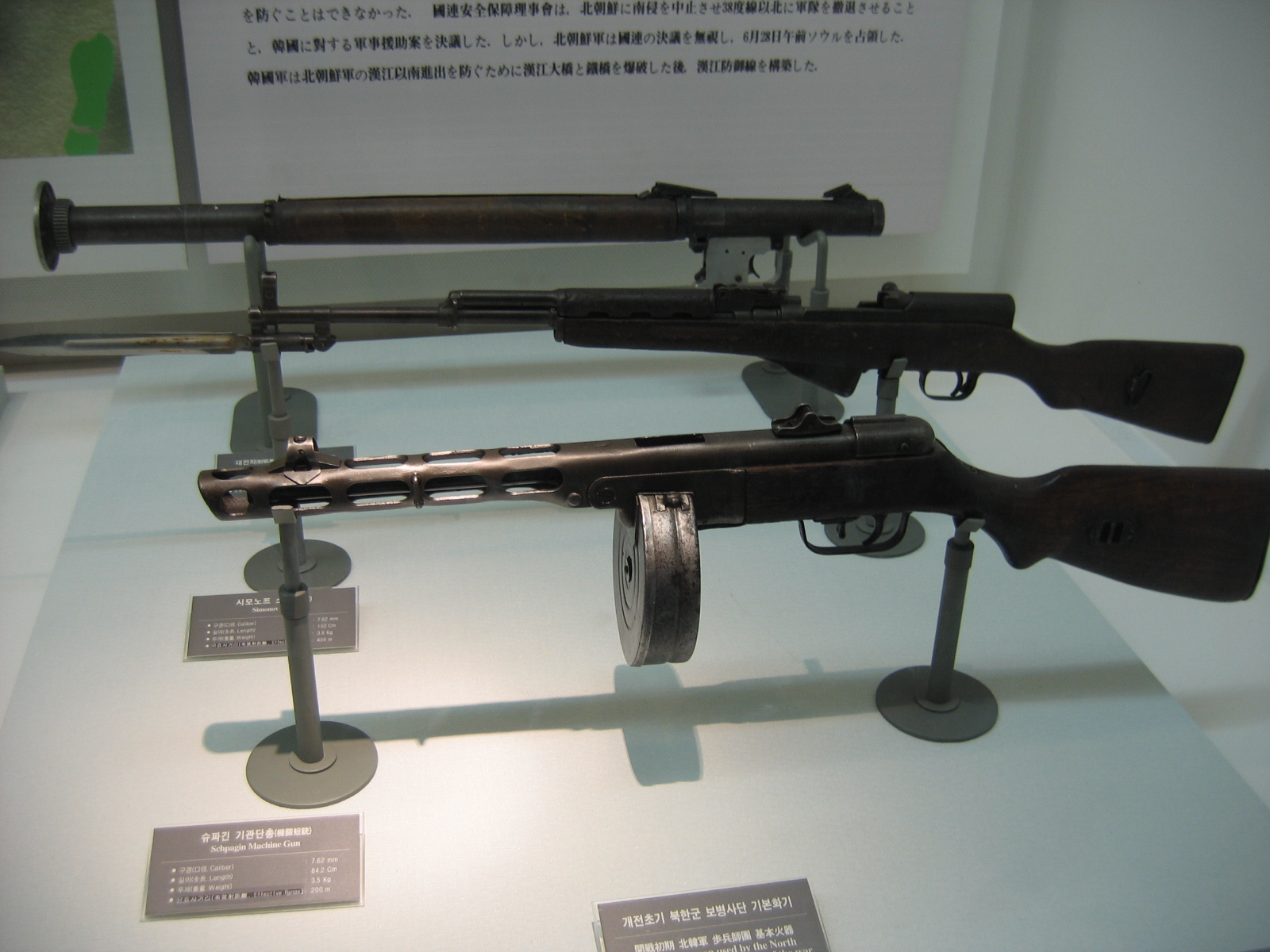
Зброя армії КНДР. ППШ-41 і карабін СКС

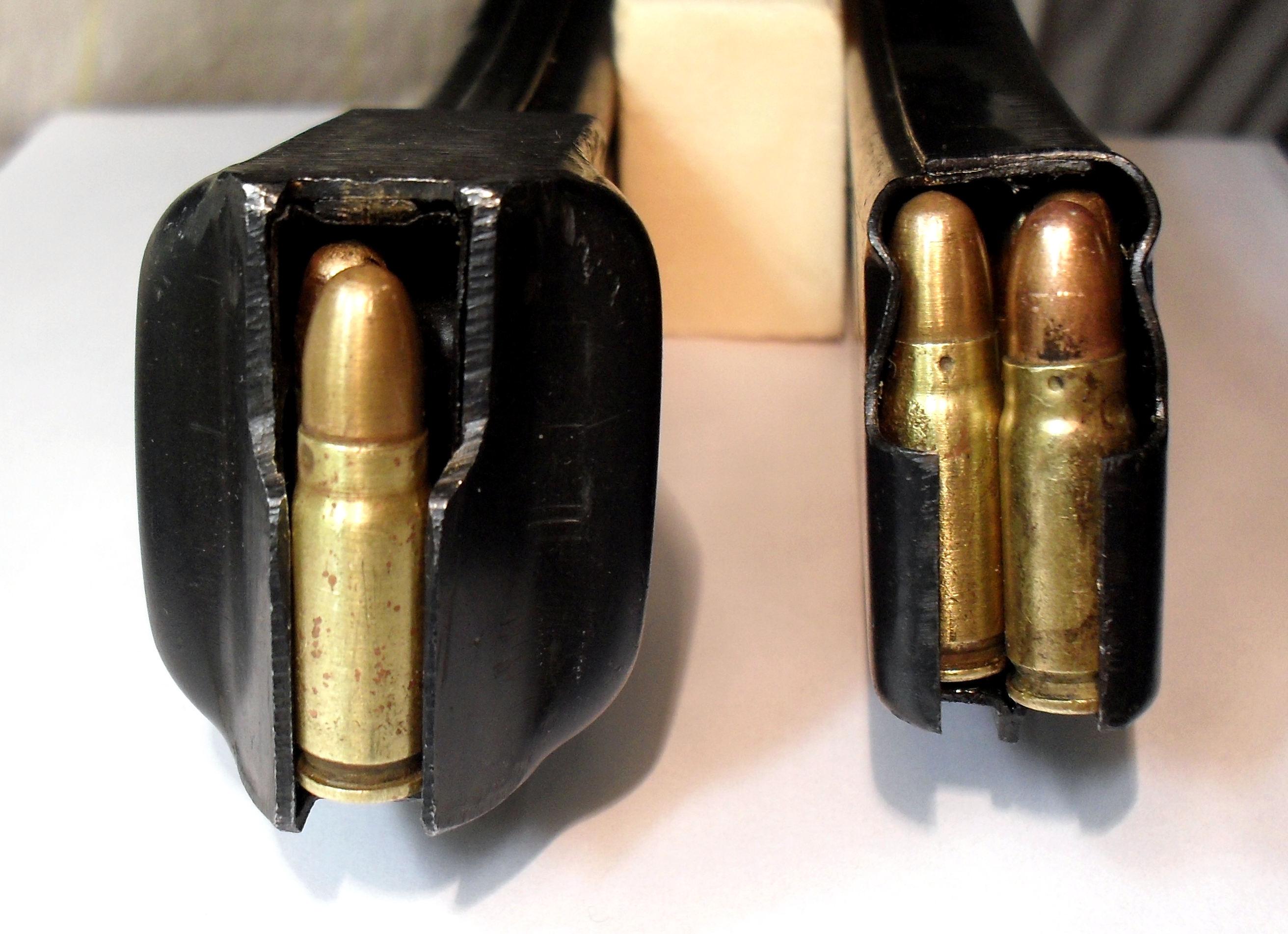
Порівняння магазинів ППШ (ліворуч) і ППС (праворуч).

Живучість ППШ, особливо з коробчастим магазином, вельми висока. Чистий і змащений ППШ є надійною зброєю. Нерухомо закріплений бойок є причиною затримок стрільби при забрудненні чашечки затвора кіптявою або при попаданні пилу на загуслу змазку: за спогадами ветеранів 2-ї світової, при пересуванні в відкритих автомашинах або на броні по брудних дорогах ППШ майже завжди ховали під плащ-намет. До недоліків можна віднести порівняно великі розміри і масу, складність заміни і спорядження барабанного магазина, недостатньо надійний запобіжник, а також можливість самовільного пострілу при падінні на тверду поверхню, що нерідко призводило до нещасних випадків; невисокою живучість мав фібровий амортизатор, який пом'якшував удар затвора по ствольної коробці в задньому положенні, після зносу амортизатора затвор розбивав задню частину коробки. До переваг ППШ можна також віднести велику ємність барабанного магазина (71 набій) у порівнянні з MP-40 (32 набої), але більша кількість набоїв значно збільшувала вагу і габарити зброї, а надійність барабанного магазина була порівняно невисока. Коробчастий магазин був легшим і надійнішим, проте спорядження його набоями становило велику складність через перестроювання набоїв на виході з двох рядів в один: черговий набій потрібно було підвести під губки рухом вниз-назад. З іншого боку, наприклад, магазин системи Шмайссера, який використовували в німецьких і англійських пістолетах-кулеметах, також мав перестроювання набоїв з двох рядів в один. Для полегшення спорядження коробчастих магазинів ППШ існувало спеціальне пристосування.
Через наявність дулового гальма-компенсатора сусідній стрілець, який опинявся на відстані до 2-3 м збоку дульного зрізу, міг отримати баротравму або розрив барабанної перетинки. ППШ-41 легко ідентифікувати по високому темпу стрільби, схожому на стрекотіння швейної машинки, а в темряві — за трьома спалахами дулового полум'я, які виривалися з верхнього і бічних отворів кожуха.

### Купчастість бою і ефективність вогню
| Серцевинні смуги розсіювання кращої половини попадань, | Серцевинні смуги розсіювання кращої половини попадань, | Серцевинні смуги розсіювання кращої половини попадань, | Серцевинні смуги розсіювання кращої половини попадань, | Серцевинні смуги розсіювання кращої половини попадань, |
| дальність, м                                           | по висоті, см                                          | по висоті, см                                          | по ширині, см                                          | по ширині, см                                          |
|                                                        | одиночними                                             | короткими чергами                                      | одиночними                                             | короткими чергами                                      |
| ------------------------------------------------------ | ------------------------------------------------------ | ------------------------------------------------------ | ------------------------------------------------------ | ------------------------------------------------------ |
| 50                                                     | 10                                                     | 15                                                     | 10                                                     | 14                                                     |
| 100                                                    | 20                                                     | 30                                                     | 20                                                     | 27                                                     |
| 150                                                    | 31                                                     | 45                                                     | 30                                                     | 40                                                     |
| 200                                                    | 42                                                     | 60                                                     | 40                                                     | 50                                                     |
| 250                                                    | 53                                                     | 75                                                     | 50                                                     | 66                                                     |
| 300                                                    | 64                                                     | 90                                                     | 60                                                     | 80                                                     |

Для ураження одиночного бійця противника (ростової мішені) при веденні вогню короткими чергами з готової до нормального бою зброї був необхідний 1 набій на дистанції до 100 м, 2 — на дистанції в 150 м, 3 — на дистанції в 200—250 м, і 4 набої на дистанції в 300 м.

### ТТХ набою
| 7,62×25 мм ТТ                        | 7,62×25 мм ТТ |
| ------------------------------------ | ------------- |
| Країна-виробник                      | СРСР          |
| Калібр, мм                           | 7,62×25       |
| Вага кулі, г                         | 5,52          |
| Маса патрона, г                      | 10,2—11       |
| Тип зброї, яка використовувала набій | ППШ-41        |
| Довжина гільзи, мм                   | 25,1          |
| Довжина набою, мм                    | 35            |
| Початкова швидкість кулі, м/с        | 424—455       |
| Енергія кулі, Дж                     | 508—576       |
| Вага порохового заряду,г             | 0,48—0,52     |

### ППШ-2

ППШ-2

У ППШ були не тільки переваги, а й недоліки, такі як великі габарити і маса, що значно ускладнювало застосування цієї зброї в умовах вузьких окопів і тісних приміщень в міських боях, а також розвідниками, десантниками і екіпажами бойових машин. До того ж, в умовах воєнного часу необхідно було знизити витрати на масове виробництво пістолетів-кулеметів.
В результаті, в 1942 році був оголошений конкурс на більш легкий, компактний і дешевий у виробництві пістолет-кулемет, але який не поступався за характеристиками пістолету-кулемету конструкції Шпагіна. У конкурсі брали участь такі знамениті конструктори як В. А. Дегтярьов, Г. С. Шпагін, Н. В. Рукавішніков, С. А. Коровін.
ППШ зазнав глибокої модернізації, але все ж не дивлячись на скорочення кількості застосованих деталей, він не став легше базової моделі. Вага ППШ-2 зі спорядженим магазином і додатковим комплектом не задовольняла замовника. Перемогу здобула зброя Олександра Івановича Судаєва.

## Розгортання масового виробництва
ППД через особливості технологічного характеру виявився малопридатний для випуску великими серіями, до того ж виробництво його обходилося дуже недешево: один ППД з комплектом ЗІП обходився в 900 рублів в цінах 1939 року — при тому, що ручний кулемет ДП з ЗІП обходився в 1 150 рублів. ППШ був спочатку розрахований на можливість виробництва на будь-якому промисловому підприємстві, що має малопотужне пресове обладнання, що виявилося дуже доречним у роки Німецько-радянської війни. Випуск ППШ в липні 1941 року почав завод НКВ СРСР в підмосковному місті Загорську. Цей завод спочатку готувався до випуску ППД. Однак незабаром з наближенням німецьких військ до Москви завод був евакуйований в місто В'ятські Поляни Кіровської області. Барабанні магазини до ППШ випускалися в підмосковному селищі Лопасня. Цей завод був так само евакуйований туди ж.
У 1938 році у в селі В'ятські Поляни була відкрита шпульна фабрика для обслуговування потреб текстильної промисловості, село отримало статус робочого селища. З початком Німецько-радянської війни, восени 1941 року у В'ятські Поляни з підмосковного Загорська був евакуйований машинобудівний завод. Його обладнання для виробництва пістолета-кулемета ППШ-41 встановлювалося на території шпульно-катушкової фабрики. Перші пістолет-кулемети були відправлені на фронт вже в кінці листопада 1941 року. У 1942 році було вироблено 1,5 мільйона одиниць. Конструкторське бюро заводу очолив творець пістолета-кулемета Георгій Семенович Шпагін. Цього року робітниче селище отримало статус міста. За роки війни колектив Вятсько-Полянського машинобудівного заводу випустив понад 2,5 мільйона пістолетів-кулеметів ППШ-41.
Більшість деталей ППШ було виконано штампуванням на малопотужному пресовому обладнанні, яке було практично на будь-якому промисловому підприємстві, а решта, крім ствола (уніфікованого по каналу з трилінійним гвинтівковим) — переважно токарною або грубою фрезерною обробкою. На його виготовлення ішло вдвічі менше часу, ніж на виробництво його попередника — ПК Дегтярьова, значно була знижена і металоємність, причому бойові якості при цьому підвищилися. Собівартість ППШ в 1941 році, тобто, на самому ранньому етапі його освоєння в виробництві, становила 500 рублів, що вже можна було порівняти з вартістю гвинтівкою зразка 1891/30 рр. У той же період — 163 карбованці, і відчутно нижче ціни самозарядної гвинтівки СВТ, яка за довоєнними планами повинна була до 1942 року стати основною стрілецькою зброєю в Червоної Армії — 713 рублів рік на 1940 рік, правда із запланованим в перспективі зниженням до 508 рублів, ймовірно в разі розгортання масового виробництва, чого фактично так і не відбулося. Крім того, для його виготовлення не було потрібно ніяких гостродефіцитних у воєнний час матеріалів, на зразок високоміцних легованих сталей, необхідних для забезпечення міцності деталей автоматичних гвинтівок під потужні набої.
Причому в міру розгортання все більш масового виробництва і внесення змін до конструкції собівартість ППШ знижувалася і далі, так що до 1943 року вона склала вже 142 карбованці. В результаті за роки війни було випущено близько 6 мільйонів примірників цього ПК, а більш «нішевого», призначеного переважно для екіпажів бронетехніки, ПК Судаева, який відрізнявся ще більшою технологічністю, — близько півмільйона.

## Експлуатація та бойове застосування
Розгортання все більш масового виробництва, поряд з високими для пістолета-кулемета бойовими якостями — одиночний вогонь з ППШ був ефективний до 300—350 м, а короткими чергами до 200, визначило провідну роль цього ПК в системі легкого стрілецького озброєння РСЧА воєнного періоду починаючи вже з другого року війни.
Ними забезпечувалися цілі роти і батальйони автоматників, що з'явилися в складі Червоної Армії до кінця 1942 року.
До кінця війни цією зброєю було озброєне близько 55 % відсотків бійців Червоної Армії і вона стало невід'ємною частиною образу радянського солдата воєнної пори.
Широке використання ПК в роки війни зробило істотний вплив на формування тактики піхотного бою і системи озброєння Радянської армії в післявоєнний період, коли велике значення набуло ведення щільного автоматичного вогню уздовж всього фронту, на шкоду точності стрільби, а автомат Калашникова витіснив точніший, але менш скорострільний карабін Симонова, в той час, як на Заході, особливо в США, ще довгий час (аж до середини-кінця 60-х рр.) продовжувала розвиватися ідеологія точної самозарядної зброї під потужні набої, іноді з можливістю ведення вогню чергами в критичний момент бою, аналогічної радянським довоєнним розробкам — АВС і СВТ.

### У ході Другої Світової війни

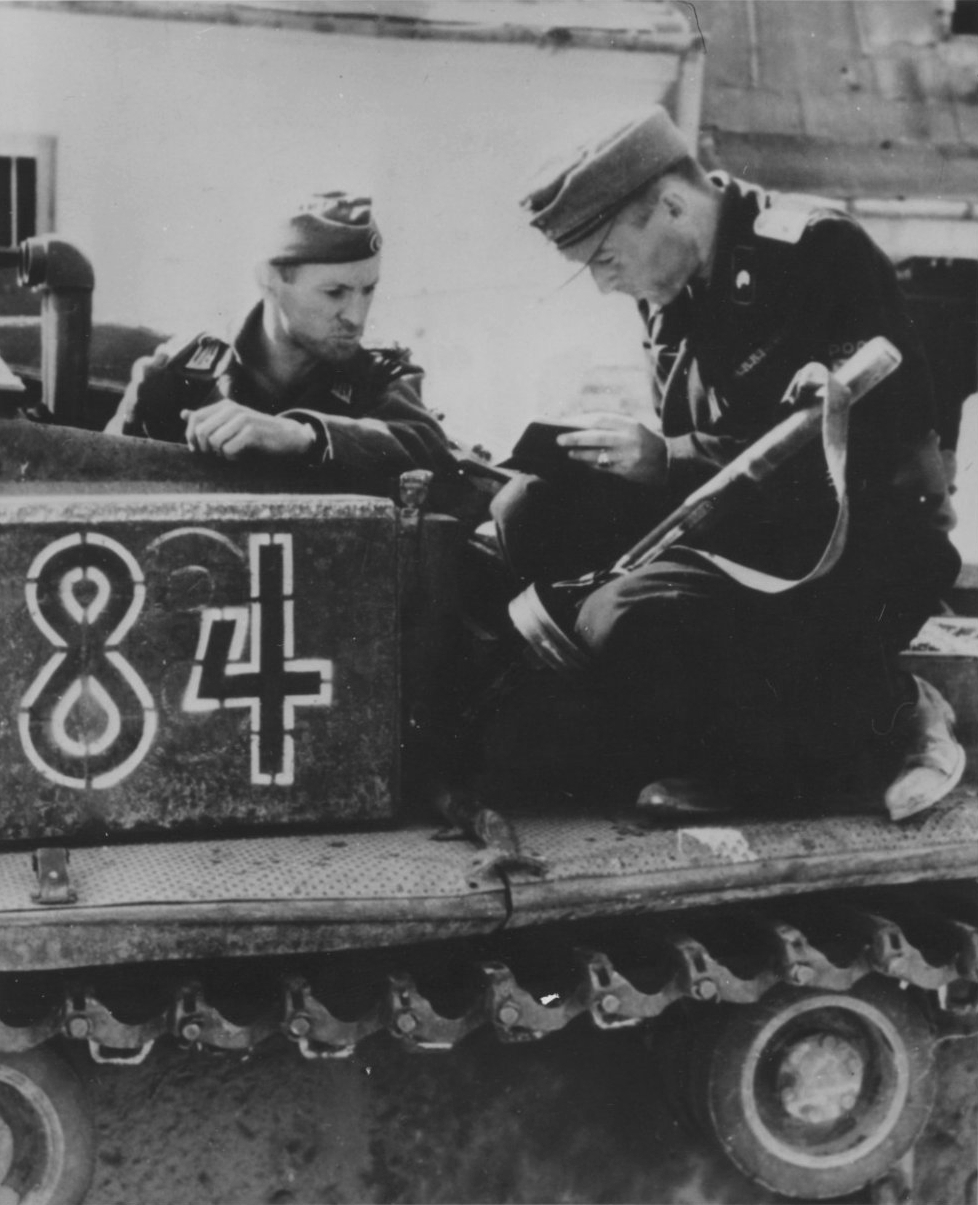
Трофейні ППШ у німецькій армії, 1944

- СРСР — ППШ був наймасовішим пістолетом-кулеметом Червоної Армії в роки Німецько-радянської війни. Він також поставлявся радянським партизанам, союзникам і надходив на озброєння іноземних військових формувань на території СРСР.

-  Чехословаччина— 1-й окремий Чехословацький піхотний батальйон під командуванням Л. Свободи отримав ППШ в жовтні 1942 року, в подальшому їх отримали інші підрозділи Чехословацького армійського корпусу
-  Польща— у 1943 році ППШ отримала 1-ша польська піхотна дивізія імені Т. Костюшка, а пізніше — і інші польські частини;
-  Румунія— у 1944—1945 рр. деяка кількість ППШ була передана на озброєння 1-ї румунської піхотної дивізії ім. Тудора Владимиреску, після закінчення війни додаткову кількість була отримана з СРСР для румунської армії. Використовувалися під найменуванням PM Md. 1952.
-  Югославія— у 1944 році ППШ отримали частини Народно-визвольної армії Югославії, після війни ППШ залишався на озброєнні Югославської Народної Армії.

- Третій Рейх— трофейні ППШ під найменуванням  Maschinenpistole 717 (r)  надходили на озброєння вермахту, СС та інших воєнізованих формувань нацистської Німеччини і її сателітів.
- Фінляндія— Перші ППШ-41 фіни захопили в 1942 році і до кінця війни їх загальна кількість склала близько 2500 штук. ППШ-41 був одним з двох радянських пістолетів-кулеметів, які в 1942-1943 намагалися пристосувати по патрон 9 mm x 19. Однак зупинилися на рівні прототипу на користь власного пістолета-кулемета M / 44. Через брак патронів тільки невелика кількість використовувалося у військах. У 1965-1971 вони були деактивовані і продані на цивільному ринку.[15]
- Болгарія— в період після 9 вересня 1944 року СРСР передав болгарській армії партію ППШ, які використовувалися в ході бойових дій 1944—1945 рр.[16]

### Після закінчення Другої Світової війни

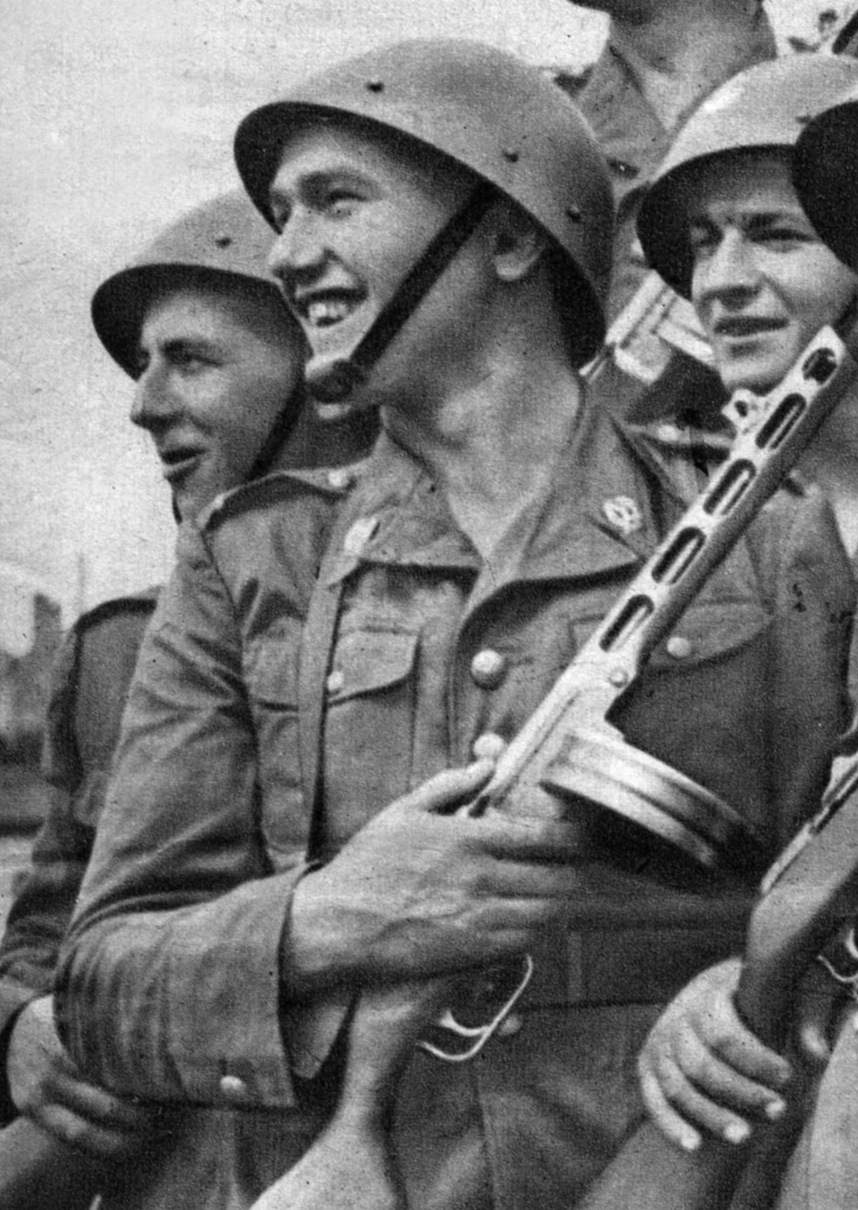
Польські військовослужбовці з ППШ, 1951 рік.

Після війни ППШ в значній кількості поставлялися за кордон, головним чином, в країни Варшавського договору та інші дружні до СРСР держави. Значна кількість була поставлена у Китай.
ППШ використовувався у всіх конфліктах другої половини 20 століття, і гідно воює навіть на початку 21-го:
- Декілька було передано на озброєння народної поліції і армії НДР, отримали найменування  'MPi 41'
- У 1950—1953 роках радянські, китайські та північно-корейські варіанти ППШ перебували на озброєнні Корейської народної армії і інтенсивно застосовувалися в ході Корейської війни.
- На початку 1960-х років кілька ППШ було отримано кубинським урядом, в квітні 1961 року вони застосовувалися при відбитті десанту «бригади 2506» в затоці Свиней [17].
- На початку 1960-х років ППШ перебували на озброєнні В'єтнамської Народної армії, вони застосовувалися в початковий період в'єтнамської війни. Надалі, протягом війни вони були поступово зняті з озброєння частин регулярної армії і передані на озброєння загонів сил територіальної оборони[18]
- Станом на листопад 1966 року, деяка кількість ППШ знаходилося на озброєнні партизан МПЛА у Анголі[19]
- Станом на 1968 рік, кілька ППШ знаходилося на озброєнні палестинських воєнізованих формувань в Йорданії, застосовувалися бійцями місцевих загонів самооборони в битві при Карамі [20].
- Афганістан підписав угоду з СРСР про придбання партії радянської стрілецької зброї в серпні 1956 року, перші ППШ були отримані з СРСР в жовтні 1956 року[21], в подальшому ППШ знаходився на озброєнні армійських підрозділів щонайменше, до 1980 року[22], а потім, у 1980-ті роки, використовувався підрозділами народної міліції ДРА[23]. Також, значна кількість ППШ знаходилося на озброєнні студентських «загонів захисту революції», народних ополченців і територіальних загонів самооборони, які воювали з «моджахедами» у 1981[24][25] і навіть у 1986 році[26].
- У Нікарагуа, деяка кількість ППШ перебувала на озброєнні територіальних загонів Сандиністської народної міліції («мілісіанос») щонайменше до середини 1985 року[27].
- Щонайменше до 1980-х років ППШ використовувалися армійськими і воєнізованими підрозділами в деяких африканскіх країнах.
- Україна: станом на 14 липня 2005 року, на зберіганні міністерства оборони України було 350 000 шт. ППШ[28]; станом на 15 серпня 2011 року, на зберіганні міністерства оборони України залишалося 300 000 одиниць[29], з урахуванням продажу та утилізації[30]
- Відомо про одиничні застосування ППШ проросійськими бойовиками в ході війни на сході України. У липні 2023 року стало відомо, що бійці «ЛНР» отримали розконсервовані ППШ.[30]
- Білорусь: зняті з озброєння в грудні 2005 року[31]
- Хорватія: Використовувалася югославська версія ППШ Zastava M49
- Угорщина: У 1941-42 угорська армія захопила невелику кількість ППШ-41 на Східному фронті. Обмежено вони використовувалися в боях, проте угорські солдати його не любили, вважаючи за краще власним Danuvia 39.M. Основні нарікання були на магазин і точність стрільби. Хоча визнавали, що через меншої довжини він був кращим в міських боях. Після другої світової війни Угорщина була змушена прийняти на озброєння радянський зразок. Мало того ППШ-41 став випускатися під найменуванням 48.Minta для армії і кілька змінений 54.M - для поліції. Починаючи з 1957 48.M у військах став замінюватися на АК, проте протримався на озброєнні до 1964. Ще кілька років 48.M використовувався прикордонниками[32].

### Варіанти і модифікації

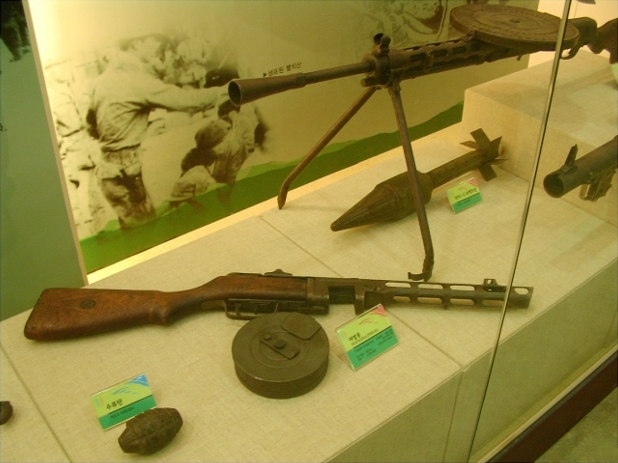
«модель 49»

- СРСР — ППШ зразка 1941 р, з барабанним магазином на 71 набій і секторних прицілом з десятьма рисками для стрільби на дистанцію від 50 до 500 м. Виробництво першої партії з 400 шт. на заводі № 367 почалося в листопаді 1940 року, ще до офіційного прийняття пістолет-кулемета на озброєння[33].
- СРСР — ППШ зразка 1942 р, з коробчастим магазином на 35 набоїв, прицілом у вигляді поворотного цілика для стрільби на 100 і 200 м, більш надійною засувкою магазина, хромованою поверхнею каналу ствола. Виробництво секторних магазинів було розпочато 12 лютого 1942 року, перші партії були виготовлені з листової сталі товщиною 0,5 мм, але досвід експлуатації у військах виявив їх недостатню механічну міцність і надалі магазини виготовляли з листової сталі товщиною 1 мм [34].
- СРСР — кустарні і напівкустарні варіанти ППШ воєнного часу:

*  «виріб № 86» — пістолети-кулемети, виготовлені на заводі № 310 у Кандалакші. Зразком послужив ППШ зразка 1941 року, перший пістолет-кулемет був виготовлений 25 січня 1941 року, всього випущено 100 шт. (У зв'язку з відсутністю креслеників, деталі пістолетів-кулеметів підганялися вручну і не були взаємозамінними). Після отримання технічної документації завод випустив ще 5650 серійних ППШ.
* влітку 1942 року один пістолет-кулемет ППШ вручну виготовив майстер П. В. Чигринов в збройовій майстерні партизанської бригади «Розгром», що діяла в Мінській області Білорусі;
- ще один пістолет-кулемет був відновлений з деталей ППШ зразка 1941 року партизаном Е. А. Мартинюком у загоні ім. С. Г. Лазо (у складі партизанської бригади ім. В. М. Молотова, що діяла в Пінської області Білорусі) — ствол, затвор і магазин були взяті від стандартного серійного ППШ зразка 1941 року, а кожух ствола, ствольна коробка, спускова скоба і дерев'яна ложа були виготовлені кустарним способом;
- у селі Заозер'є, в збройовій майстерні партизанської бригади «Чекіст», що діяла в Могильовській області Білорусі, інженери Л. Н. Ніколаєв і П. І. Счеславський в період з 30 березня до 3 липня 1943 року виготовили десять ППШ, всього до липня 1944 року тут було виготовлено 122 ППШ. При їх виробництві використовували деталі від зброї яка не підлягала відновленню (наприклад, ствол «партизанських ППШ» робили з частини гвинтівкового ствола), відсутні деталі виготовляли з конструкційної сталі

- Третій Рейх —MP.41 (r), модифікація ППШ під набій 9 × 19 мм «Parabellum», у яких замінювали ствол і приймач магазина, для використання стандартних коробчастих магазинів від MP-40. Переробку розпочато в 1944 році, всього випущено близько 10 тис. шт.
- Іран — з 1942 року випускався для СРСР на Тегеранському кулеметному заводі (під назвою «модель 22»)[38], всього випущено декілька десятків тисяч одиниць[39], з них до кінця 1944 року було фактично поставлено до СРСР — 9586 шт.[40]. Відмітна особливість — клеймо у вигляді корони[41].
- Румунія — вироблявся під назвою PM PPȘ Md. 1952.
- Угорщина — у 1949—1955 роки випускався під назвою «7.62mm Géppisztoly 48.Minta».
- КНР — після закінчення Другої світової війни вироблявся під назвою «Тип 50». У конструкцію і технологію виробництва були внесені незначні зміни в зв'язку з адаптацією до особливостей китайської промисловості.
- Північна Корея — після закінчення Другої світової війни проводився під найменуванням «модель 49».«модель 49»
- Югославія — у 1949—1992 роки випускався пістолет-кулемет М49, який мав деякі конструктивні відмінності від ППШ. Також випускалися варіанти цього пістолета-кулемета — М49/56 и М49/57.
- В'єтнам — в період в'єтнамської війни 1964—1973 років проводилася модифікація ППШ — пістолет-кулемет К-50.

### Конверсійні зразки
- PPS-50 — Репліка. Самозарядний мисливський карабін під патрон.22LR (long rifle), створений італійською компанією Pietta. Виготовляється з 1970. Має барабанний магазин ємністю в 50 боєприпасів. На відміну від радянського, кожух ствола має циліндричну форму, а отвори на ньому круглі [42].
- SR-41 Semi-Auto Rifle — самозарядний варіант, випускався з 2000 року компанією «Inter-Ordnance of America» під набій 7,62х25 мм[43] і 9×19 мм. Відрізняється видовженим стволом.
- SKL-41 — самозарядний варіант під набій 9 × 19 мм. Випускається з 2008 року.
- PPSH 41 SemiAuto — самозарядний варіант під набій 7,62 × 25 мм, з подовженим до 16 дюймів стволом (повністю закритим кожухом ствола) і конструктивними змінами (стрільба ведеться із закритого затвора). Випускається фірмою «Allied Armament» (США)[44].
- ВПО-135 — самозарядний карабін під набій 7,62 × 25 мм, розроблений у 2013 році В'ятсько-Полянським збройовим заводом «Молот».
- ППШ-О — самозарядний карабін під набій 7,62 × 25 мм, розроблений у 2013 році ковровським заводом ім. В. А. Дегтярьова.
- ППШ-Luger — самозарядний карабін під набій 9 × 19 мм Luger, розроблений в 2014 ковровським заводом ім. В. А. Дегтярьова. Ствол замінений на новий під набій 9 × 19 мм. Візуально відрізняється від ППШ-О і ВПО-135 трохи довшим стволом, який входить в передні вирізи кожуха, що утворюють компенсатор.
- ВПО-512 ППШ-М «Папаша» — 4,5-мм пневматична газобалонна гвинтівка, виготовлена з використанням основних частин пістолетів-кулеметів ППШ (при збереженні всіх технічних клейм). Розроблена у 2007 році, випускається з 2008 року В'ятсько-Полянським збройовим заводом «Молот»[45]
- МР-562К «ППШ» — 4,5-мм пневматична газобалонна гвинтівка з можливістю стрільби чергами, випускається Іжевським механічним заводом

## Пістолет-кулемет Шпагіна в культурі і мистецтві

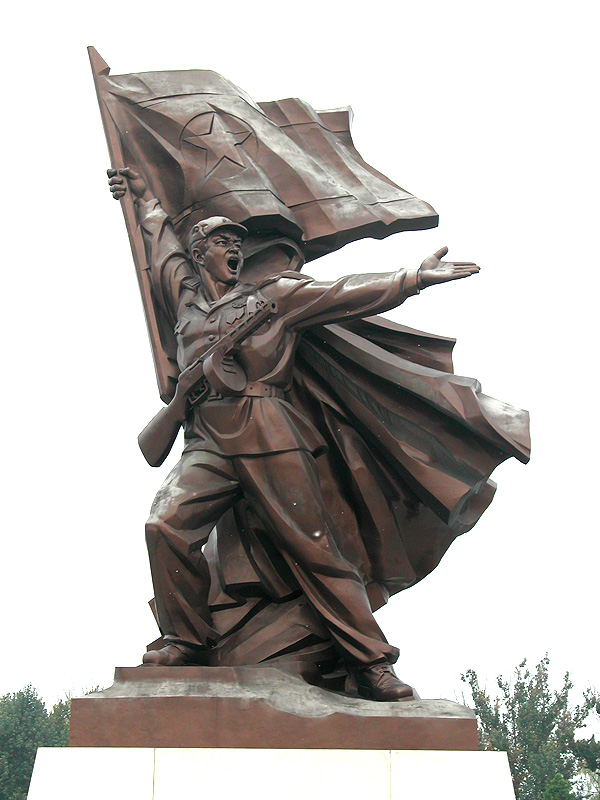
Пам'ятник у Північній Кореї

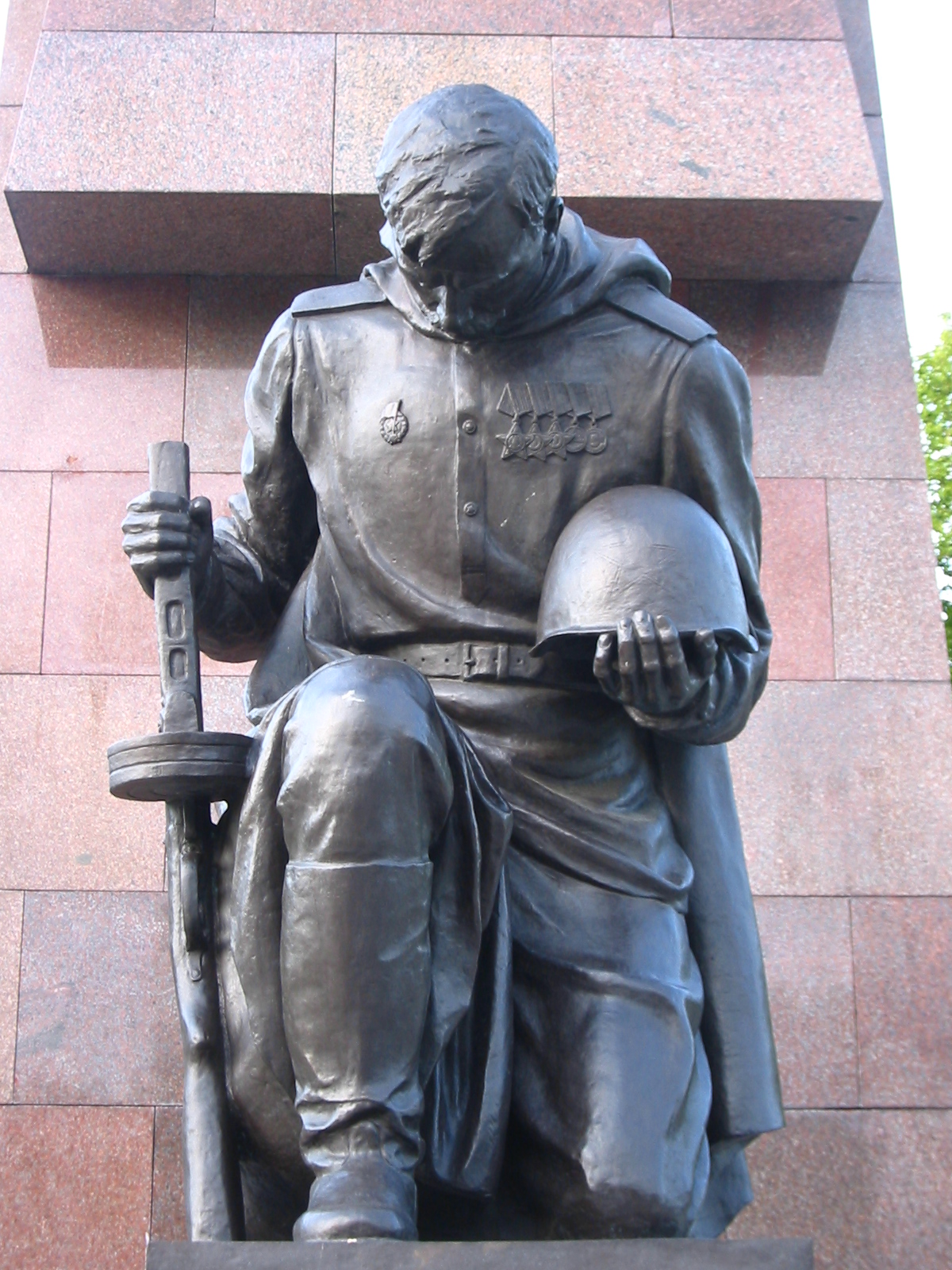
Пам'ятник невідомому солдату в Трептов-парку в Берліні

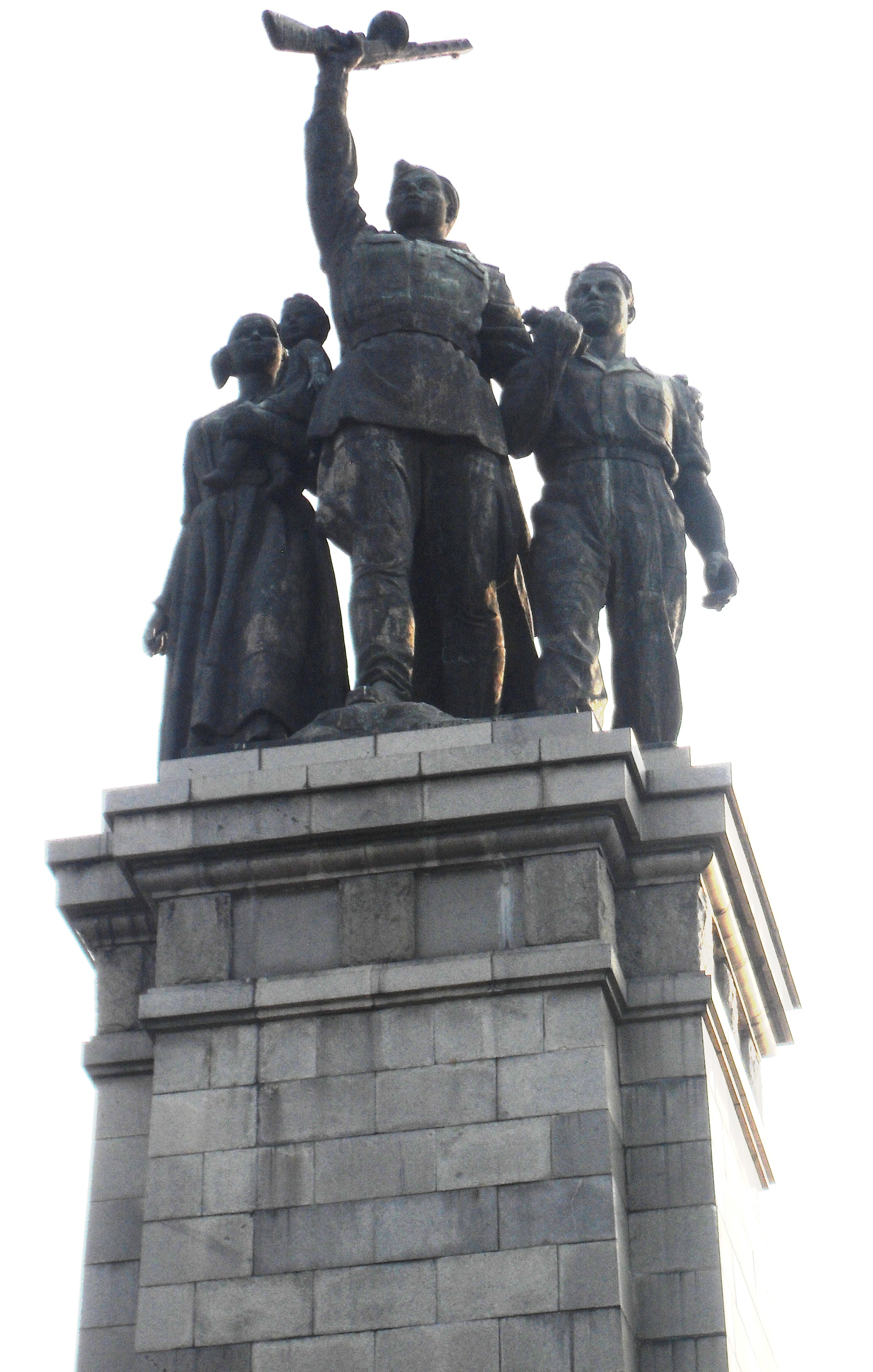
Пам'ятник Радянської армії (Софія)

ППШ з барабанним магазином (поряд з гвинтівкою Мосіна з багнетом) став своєрідним символом радянського солдата часів Німецько-радянської війни, подібно до того, як MP-40 міцно асоціюється з солдатом вермахту, а автомат Калашникова — з радянським солдатом післявоєнного часу. ППШ з'являється практично у всіх радянських і зарубіжних фільмах про Німецько-радянську війну. Став хрестоматійним образ радянського воїна-визволителя, відображений у величезній кількості пам'яток, встановлених як на території СРСР, так і в країнах Східної Європи: солдат в польовій формі, касці, плащ-накидці, з ППШ.
ППШ зустрічається в значній кількості фільмів і в ряді комп'ютерних ігор. В основному його можна зустріти в 3D-шутерах про Другу світову війну в радянських кампаніях. Також його можна зустріти в більшості ігор про В'єтнамську війну. В іграх, сюжет яких відбувається в XXI столітті, ця зброя практично не зустрічається, проте іноді фанати додають цю зброю в гру, створюючи модифікації.

## Відео
- PPSH41 #1 [Архівовано 6 березня 2016 у Wayback Machine.]
- PPSH41 #2 [Архівовано 7 березня 2016 у Wayback Machine.]
- PPSh-41 [Архівовано 7 березня 2016 у Wayback Machine.]
- Allied Armament PPSH 41 SemiAuto — конверсионный вариант, #2 [Архівовано 6 травня 2016 у Wayback Machine.]
- Russian PPsh41 [Архівовано 7 березня 2016 у Wayback Machine.]
- PPSh-41 #2 [Архівовано 7 березня 2016 у Wayback Machine.]